# Kap Kalo Koumbaro
Kalo Koumbaro (griechisch Καλός Κουμπάρος ‚guter Trauzeuge‘) ist ein kleines Kap an der Nordwestecke der Halbinsel Methana auf dem Peloponnes, das durch Weinfelder und Feigenanbau geprägt ist. Über einen Fahrweg, der am westlichen Ortsende von Kameni Chora beginnt kann das Kap erreicht werden.
Interessant ist dieses Kap auch wegen seiner Nähe zu dem Vulkan Kameno Vouno, der in historischer Zeit im 3. Jahrhundert v. Chr. ausgebrochen war. Noch heute sind die Felder und Kalkfelsen mit einer Schicht von ca. 2–4 m dicken Lapilli- und Bims-Stücken bedeckt, die wohl von dem unterseeischen Pafsanias-Vulkan vor der Nordwestküste Methanas stammen, der zuletzt um 1700 ausgebrochen war. Kurz bevor man das Kap Kalo Koumbaro erreicht, gibt es im Karstgebirge zahlreiche von Lava ausgefüllte Höhlen, die wohl die Austrittspunkte zahlreicher kleiner Lavaströme darstellten. Diese Region ist in einem Umkreis von ca. 3–5 km weiterhin ein potentiell durch Vulkanausbrüche gefährdetes Gebiet.